# Cestrum forsythii
Cestrum forsythii är en potatisväxtart som beskrevs av Michel Félix Dunal. Cestrum forsythii ingår i släktet Cestrum och familjen potatisväxter. Inga underarter finns listade i Catalogue of Life.